# Imerco
Imerco (sammentrækning af Isenkræmmernes Merkantile Cooporation) er en dansk isenkramkæde, som består af 166 butikker og en netbutik med en samlet omsætning på omkring 1,75 mia. kr. Kæden er samtidig Skandinaviens største.
Imerco blev etableret af en række isenkræmmere i 1928. Imerco blev i 2007 omdannet til en kapitalkæde. I 2017 overtog Imerco detailkæden Inspiration.
Imerco er et datterselskab i M. Goldschmidt Holding-koncernen og ejer den kontrollerende aktiepost i designvirksomheden Erik Bagger A/S. 